# Elischa ben Abuja
Elisa ben Abuja (auch: Elischa ben Abuja, hebräisch: אלישע בן אבויה; Beiname: Acher, der Andere, genannt, um ihn als Apostaten nicht mit Namen zu nennen; * vor 70 in Jerusalem) war ein als Häretiker verrufener Tannait der sogenannten 2. Generation.

## Leben
Er war Lehrer des Rabbi Meir und befreundet mit Rabbi Akiba. Elisa ben Abuja galt als einer der größten Kenner des Religionsgesetzes, das er dann aber nicht mehr einhalten wollte, so dass er Freidenker wurde. Daher wurde er von seinen Zeitgenossen allgemein mit dem Apostatennamen "Acher", "der Andere", "der Abtrünnige", belegt (bChag. 15a).
Über die Gründe für seinen "Abfall" gibt es verschiedene Vermutungen: Er habe nach Beschäftigung mit mystischen und gnostischen Fragen, nach seinem "Eindringen" in den PaRDeS (hebräisch פרדס, "Paradies", Umschreibung für den Bereich der Mystik) die "Pflanzungen des Paradiesgartens zerstört", ein Sinnbild für die Abkehr vom Religionsgesetz (Tosefta Chag. II., 3; bChag. 14b). Allgemein galt das Verständnis, dass ein Eindringen in die jüdische Mystik hochgefährlich war und nur wenige wie sein Freund Rabbi Akiba dies überstanden, ohne geisteskrank zu werden. Elischa befasste sich auch mit griechischer Philosophie und sang nach zeitgenössischen Berichten häufig in griechischer Sprache.
Elischa selbst machte geltend, dass sein Vater Abuja ihn eher aus Ehrgeiz als aus reiner Liebe zur Tora veranlasst habe, die jüdischen Schriften zu studieren. Abuja hatte Elischa schon am Tage der Beschneidung dem Tora-Studium geweiht und zu dieser pompösen Feier die hervorragendsten Gelehrten, Jochanan ben Sakkai, Elieser ben Hyrkanos, Jehoschua ben Chananja und andere, sowie die in gesellschaftlicher Stellung hervorragendsten Männer seiner Zeit, Nakdimon ben Gorjon, Kalba Sabua, Ben Zizith Hakessass, überhaupt alle Reichen Jerusalems, eingeladen. Deshalb habe die Tora ihn nicht dauerhaft an sich binden können (jChag. 77b).
Eine dritte Theorie für seine Abwendung von der Gesetzestreue vermutet Zweifel von Elischa an der Gerechtigkeit Gottes nach eigenen Betrachtungen bezüglich Vergeltung, Lohn und Strafe.
Elischa wurde wegen seines freien Denkens unter seinen Kollegen immer mehr zum Außenseiter und Verachteten. Nur Meir hielt seinem ehemaligen Lehrer, nicht zuletzt wegen dessen außerordentlichen Geistesgaben, weiter unverbrüchlich die Treue, gab aber zur Verteidigung seines eigenen Verhaltens folgende Rechtfertigung: "Einen Granatapfel fand ich, das Innere verzehrte ich, die Schale aber warf ich weg" (bChag. 15b). Noch am Sterbebett versuchte Meir, der von seinem Lehrer Elischa nicht hatte ablassen können, diesen zur Umkehr zu veranlassen. Elischa starb aber, bevor er sich dazu noch definitiv hätte äußern können. Elischas Weinen während dieser Diskussion deutete Meir als Umkehr in letzter Sekunde und war darüber sehr glücklich. Rabbi Meir wird das Verdienst zugeschrieben, seinen Lehrer vor einer Bestrafung in der kommenden Welt gerettet zu haben. Als Meir sah, dass Elischas Grab in Flammen stand, breitete er seinen Anzug darüber aus und sagte: "Wenn Gott dich nicht retten wird, werde ich es tun."
In der jüdischen Traditionsliteratur (z. B. Abot IV., 25) sind einige Aussprüche pädagogischer Natur von Elischa erhalten, die wohl noch aus der Zeit stammten, bevor er zum "Acher" wurde. Danach allerdings kritisierte Elischa das Torastudium, machte sich sogar darüber lustig und wurde in der Zeit der hadrianischen Religionsverfolgung ein Bundesgenosse des Kaisers. So soll er bei einem Rundgang durch jüdische Schulen, in denen die Knaben lernten, ausgerufen haben: "Was treiben die denn hier? Wozu all dieses Studieren? Soll lieber der eine Zimmermann, der andere ein Tischler, der dritte ein Schneider werden" (jChag. 1c).

## Fortleben in der Literatur
- Max Letteris (1800–1871) behandelte Elisa in einem hebräischen Drama (1865) als den "Faust" des Judentums.
- Der österreichische Schriftsteller Nathan Birnbaum wählte sich in der frühzionistischen Phase seines Lebens (er wurde später Territorialist, Jiddischist und Aguda-Toratreuer) in Anlehnung an Elisa ben Abuja das Schriftsteller-Pseudonym Mathias Acher.
- Jakob Gordin (1853–1909) schrieb 1906 ein Theaterstück in jiddischer Sprache, Elisa ben Abuja, das zu Lebzeiten Gordins ohne Erfolg in New York, nach Gordins Tod aber mehrfach erfolgreich aufgeführt wurde.
- Der konservative amerikanische Rabbiner Milton Steinberg (1903–1950) schrieb einen umstrittenen (fiktionalen) Roman über Elisa ben Abuja: As A Driven Leaf (1939).
- Im Jahr 2007 publizierte der irakisch-israelische Autor Shimon Ballas (* 1930 in Bagdad, nach Israel eingewandert 1951) einen englischsprachigen Roman mit dem Titel Outcast, in welchem eine Elisa ben Abuja ähnliche Figur beschrieben wird, ein Jude, der zum Islam konvertiert und sich am Ende weder in seiner alten noch in seiner neuen Heimat zurechtfinden kann und von allen Freunden verlassen ist. Dieser – übrigens auch ins Hebräische übersetzte (we hu acher) – Roman wurde dann zu Zeiten des Saddam-Regimes zu antijüdischer Propaganda missbraucht.